# آلاموچی، نیوجرسی
آلاموچی (به انگلیسی: Allamuchy Township) شهری در ایالت نیوجرسی کشور ایالات متحده آمریکا است که جمعیت آن در سرشماری سال ۲۰۱۰ میلادی، ۴٬۳۲۳ نفر بوده‌است.